# Зерноїд іржастий
Зерноїд іржастий (Sporophila hypoxantha) — вид горобцеподібних птахів родини саякових (Thraupidae). Мешкає в Південній Америці.

## Опис
Довжина птаха становить 10 см, вага 10,5 г. Виду притаманний статевий диморфізм. У самців верхня частина голови, спина і хвіст сірі, крила чорнувато-сірі. На крилах невеликі білі "дзеркальця". Нижня частина тіла руда. Горло, щоки і шия світло-руді. Очі чорні, дзьоб і лапи чорнувато-сірі. Самиці мають переважно оливково-коричневе забарвлення, нижня частина тіла у них світліша, крила чорнуваті з коричневими краями.

## Поширення і екологія
Іржасті зерноїди гніздяться в Бразилії (від південного Мату-Гросу, Гоясу і західного Мінас-Жерайсу до півночі штату Ріу-Гранді-ду-Сул), в Болівії, Парагваї, на заході Уругваю та на північному заході і північному сході Аргентини. Взимку частина популяцій мігрує на північ, досягаючи бразильського штату Токантінс. Бродячі птахи спостерігалися на крайньому південному сході Перу.
Іржасті зерноїди живуть на вологих і заплавних луках, в саваннах серрадо, на болотах, полях і пасовищах. Зустрічаються на висоті до 1100 м над рівнем моря. Живляться насінням. Приєднуються до змішаних зграй птахів.